# Załuski-Kapelle

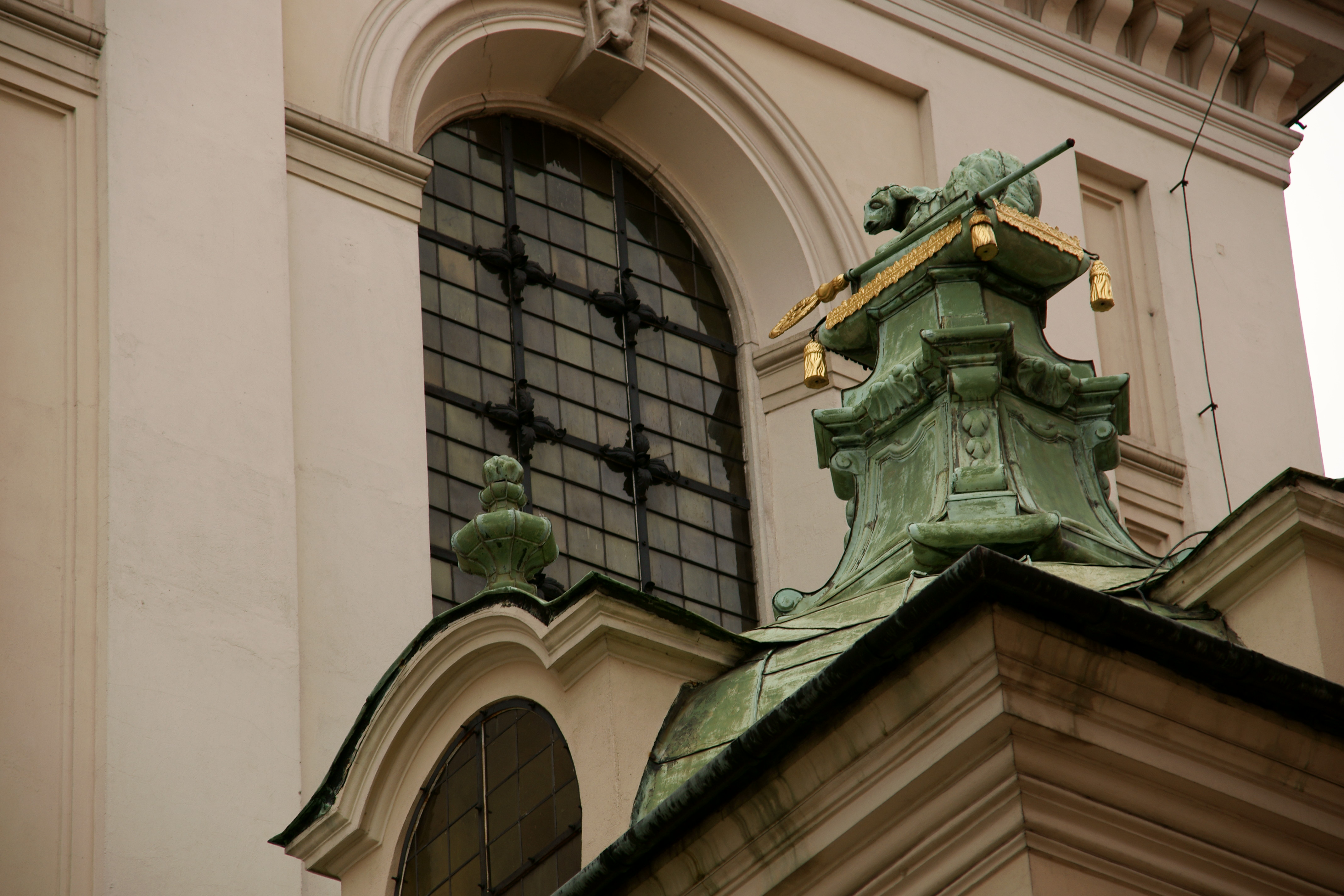
Dach

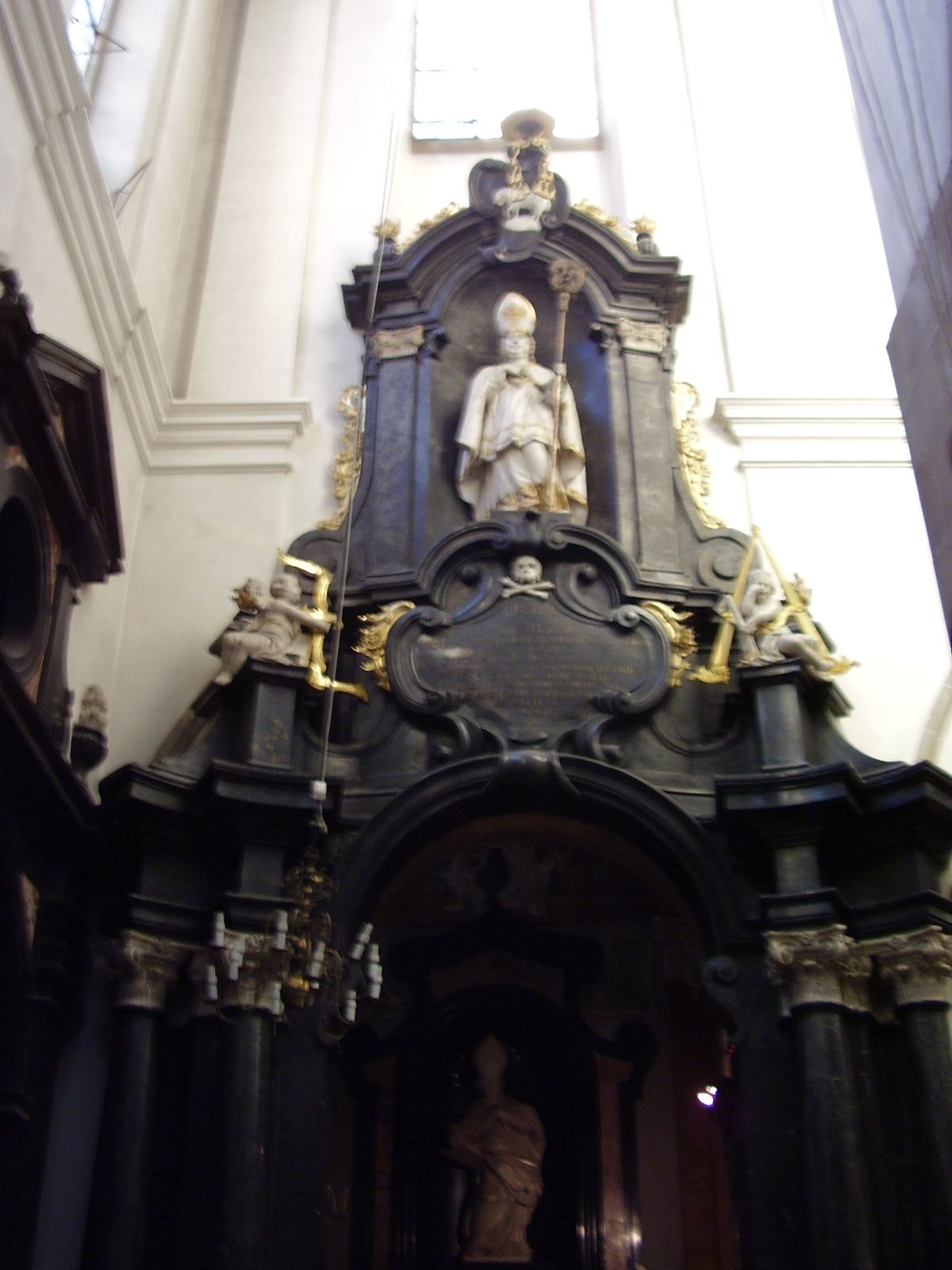
Eingang

Die Załuski-Kapelle (polnisch Kaplica biskupa Andrzeja Załuskiego) ist eine der 19 Kapellen, die die Krakauer Kathedrale umgeben. Sie ist Johannes dem Evangelisten geweiht und befindet sich im südlichen Chorumgang.

## Geschichte
An der Stelle der Kapelle und der Jan-Olbracht-Kapelle wurde vor 1344 im gotischen Stil die Jan-Grot-Kapelle gebaut. Sie wurde um 1501 in zwei Kapellen geteilt und die westliche Jan-Olbracht-Kapelle wurde im Renaissance-Stil für den 1501 verstorbenen König Jan I. Olbracht umgebaut. In der östlichen Kapelle wurde im 16. Jahrhundert der Krakauer Kastellan Walenty Dembiński beigesetzt. Sein Renaissance-Grabmal von 1584 ist noch erhalten geblieben. In den Jahren von 1758 bis 1766 wurde die Kapelle von Francesco Placidi für den verstorbenen Bischof Andrzej Stanisław Załuski im Stil des Rokoko umgebaut. Er schuf auch das neue Grabmal für den Stifter der Kapelle Bischof Jan Grot. Den Rokoko-Altar schuf Salvatore Monosilio 1767.

## Krypta
In der Kapelle wurden nacheinander bestattet:
- Bischof Jan Grot
- Kastelan Walenty Dembiński
- Bischof Andrzej Stanisław Załuski

## Innenraum
Die Grabmäler sind im Stil der Spätrenaissance/Manierismus und des Rokoko gehalten. Der Altar ist ebenfalls im Stil des Rokoko.

## Quelle
- Michał Rożek: Krakowska katedra na Wawelu. Wydawnictwo św. Stanisława BM Archidiecezji Krakowskiej, Kraków 1989